# Berkeley County (South Carolina)
Berkeley County ist ein County im Bundesstaat South Carolina der Vereinigten Staaten. Das U.S. Census Bureau hat bei der Volkszählung 2020 eine Einwohnerzahl von 229.861 ermittelt. Der Verwaltungssitz (County Seat) ist Moncks Corner.

## Geographie
Das County liegt im Südosten von South Carolina, ist etwa 25 km vom Atlantischen Ozean entfernt und hat eine Fläche von 3181 Quadratkilometern, wovon 338 Quadratkilometer Wasserfläche sind. Es grenzt im Uhrzeigersinn an folgende Countys: Georgetown County, Williamsburg County, Charleston County, Dorchester County, Orangeburg County und Clarendon County.
Teile des Francis Marion National Forest liegen auf dem Gebiet des Countys.
Das County ist Teil der Metropolregion Charleston–North Charleston.
Die Highways Interstate 26, U.S. Highway 17 und U.S. Route 52 sowie mehrere State Highways ermöglichen die Anbindung an das nationale Fernstraßennetz.

## Geschichte
Berkeley County wurde am 31. Januar 1882 gebildet. Benannt wurde es nach einem der beiden Brüder John Berkeley, 1. Baron Berkeley of Stratton oder William Berkeley, die beide Lord Proprietors in der Provinz Carolina gewesen waren.

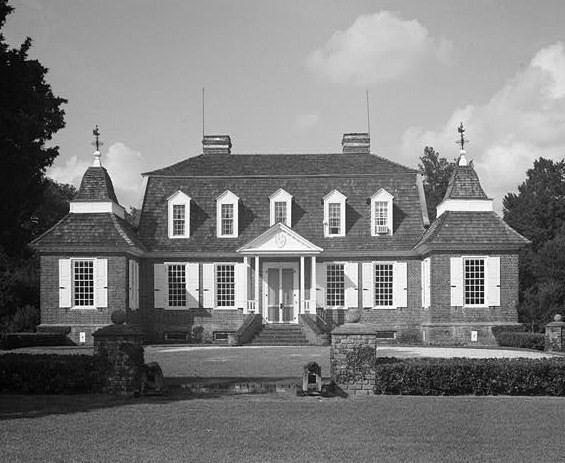
Die Mulberry Plantation ist eine von fünf National Historic Landmarks im County.

Fünf Orte im County haben den Status einer National Historic Landmark. 25 Bauwerke und Stätten des Countys sind im National Register of Historic Places (NRHP) eingetragen (Stand 26. Juli 2018).

## Wirtschaft
In Berkeley County ist eines der weltweit größten Rechenzentren des Konzerns Google ansässig.

## Demografische Daten
Nach der Volkszählung im Jahr 2000 lebten im Berkeley County 142.651 Menschen in 49.922 Haushalten und 37.691 Familien. Die Bevölkerungsdichte betrug 50 Einwohner pro Quadratkilometer. Ethnisch betrachtet setzte sich die Bevölkerung zusammen aus 68,00 Prozent Weißen, 26,63 Prozent Afroamerikanern, 0,52 Prozent amerikanischen Ureinwohnern, 1,87 Prozent Asiaten, 0,08 Prozent Bewohnern aus dem pazifischen Inselraum und 1,20 Prozent aus anderen ethnischen Gruppen; 1,70 Prozent stammten von zwei oder mehr Ethnien ab. 2,76 Prozent der Bevölkerung waren spanischer oder lateinamerikanischer Abstammung.
Von den 49.922 Haushalten hatten 39,2 Prozent Kinder unter 18 Jahre, die bei ihnen lebten. 56,7 Prozent waren verheiratete, zusammenlebende Paare, 14,2 Prozent waren allein erziehende Mütter, 24,5 Prozent waren keine Familien, 19,4 Prozent waren Singlehaushalte und in 5,6 Prozent lebten Menschen mit 65 Jahren oder darüber. Die Durchschnittshaushaltsgröße betrug 2,75 und die durchschnittliche Familiengröße betrug 3,15 Personen.
28,0 Prozent der Bevölkerung war unter 18 Jahre alt. 11,7 Prozent zwischen 18 und 24, 31,2 Prozent zwischen 25 und 44, 21,2 Prozent zwischen 45 und 64 und 7,9 Prozent waren 65 Jahre alt oder älter. Das Durchschnittsalter betrug 32 Jahre. Auf 100 weibliche Personen kamen 103,2 männliche Personen und auf 100 Frauen im Alter von 18 Jahren und darüber kamen 102,2 Männer.
Das jährliche Durchschnittseinkommen eines Haushalts betrug 39.908 USD, das Durchschnittseinkommen einer Familie betrug 44.242 USD. Männer hatten ein Durchschnittseinkommen von 31.583 USD, Frauen 22.420 USD. Das Prokopfeinkommen betrug 16.879 USD. 9,7 Prozent der Familien und 11,8 Prozent der Bevölkerung lebten unterhalb der Armutsgrenze.

## Orte im Berkeley County
Im Berkeley County liegen neun Gemeinden, davon vier Cities und fünf Towns. Zu Statistikzwecken führt das U.S. Census Bureau sechs Census-designated places, die dem County unterstellt sind und keine Selbstverwaltung besitzen. Diese sind wie die Unincorporated Communities gemeindefreies Gebiet.
Cities
| - Charleston 1 - Goose Creek | - Hanahan - North Charleston 2 |

Towns
| - Bonneau - Jamestown - Moncks Corner | - St. Stephen - Summerville 2 |

Census-designated places (CDP)
| - Bonneau Beach - Ladson 2 - Pimlico | - Pinopolis - Russellville - Sangaree |

andere Unincorporated Communities
- Cross
- Gumville
- Huger